# The Flash (serie televisiva)
The Flash è una serie televisiva statunitense di supereroi ideata da Greg Berlanti, Andrew Kreisberg e Geoff Johns in onda sul canale The CW. È basata sull'incarnazione di Barry Allen del personaggio di Flash di DC Comics, un supereroe in costume che combatte il crimine con il potere di muoversi a velocità sovrumane. Si tratta di uno spin-off di Arrow, esistendo nello stesso universo narrativo noto come Arrowverse. Nella prima stagione lo showrunner della serie è Andrew Kreisberg, mentre a partire dalla seconda si aggiungeranno Gabrielle Stanton e Aaron e Todd Helbing.
La serie è incentrata sulle vicende di Barry Allen, interpretato da Grant Gustin, un perito della scientifica che, in seguito all'esplosione di un acceleratore di particelle, acquisisce una velocità superumana: egli la usa per combattere i criminali e i metaumani a Central City nei panni del supereroe Flash. Ad aiutarlo nella lotta contro la criminalità ci sono gli scienziati dei Laboratori S.T.A.R. Caitlin Snow, Cisco Ramon e Harrison Wells, l'amica d'infanzia Iris West e il detective Joe West. Fanno parte del cast principale anche Danielle Panabaker, Candice Patton, Rick Cosnett, Carlos Valdes, Thomas Cavanagh, Jesse L. Martin e Keiynan Lonsdale.
Inizialmente concepita come un backdoor pilot, i riscontri positivi che ha avuto l'attore Grant Gustin durante le sue due apparizioni in Arrow (nell'episodio 8 della seconda stagione intitolato Lo scienziato) hanno portato i dirigenti a scegliere di sviluppare una serie completa con un budget più ampio. Colleen Atwood, costumista di Arrow, è stata scelta per disegnare l'uniforme di Flash. Il team creativo voleva assicurarsi che Flash assomigliasse alla sua controparte fumettistica, e che non fosse semplicemente una brutta imitazione. La serie è principalmente girata a Vancouver, nella Columbia Britannica, in Canada.
La prima stagione è stata trasmessa negli Stati Uniti dal 6 ottobre 2014 da The CW. Dal 5 ottobre 2015 è stata trasmessa la seconda stagione; l'11 marzo 2016 è stata rinnovata anche per una terza stagione trasmessa, sempre negli Stati Uniti, dal 4 ottobre 2016. L'8 gennaio 2017, la serie è stata rinnovata per una quarta stagione, trasmessa negli Stati Uniti dal 10 ottobre 2017. In Italia le prime tre stagioni sono andate in onda su Italia 1 dal 20 gennaio 2015. Dalla quarta stagione, la serie è trasmessa da Premium Action dal 5 febbraio 2018 in prima visione assoluta. La serie è stata rinnovata per una quinta stagione che viene trasmessa negli Stati Uniti dal 9 ottobre 2018. Il 31 gennaio 2019, The CW ha rinnovato la serie per una sesta stagione, trasmessa negli USA dall'8 ottobre 2019 al 12 maggio 2020, mentre il 7 gennaio 2020 è stata rinnovata per una settima stagione in programma dal 2 marzo 2021. Il 3 febbraio 2021 la serie è stata rinnovata per un'ottava stagione. Il 22 marzo 2022 viene rinnovata per una nona stagione, diventando la serie più longeva dell’Arrowverse, e il 1º agosto viene annunciato che questa sarà l'ultima stagione della serie. Il 24 maggio 2023 va in onda l'ultimo episodio della serie su The CW dopo 9 anni di intrattenimento.

## Trama

### Prima stagione
Dopo aver assistito alla morte della madre da bambino, Barry Allen viene accolto in casa dal detective Joe West. Diventato un perito della scientifica per il Dipartimento di Polizia di Central City, Barry cerca di scoprire la verità sull'omicidio di sua madre per scagionare il padre, accusato ingiustamente e imprigionato, e le sue indagini lo portano all'acceleratore di particelle di Harrison Wells. Quando l'acceleratore di particelle degli S.T.A.R. Labs esplode a causa di un sovraccarico, il giovane viene scaraventato a terra dalla scarica di un fulmine della acceleratore mentre numerose sostanze chimiche gli si rovesciano addosso ed entra in coma. Al suo risveglio, dopo nove mesi, apprende di avere la capacità di muoversi a una velocità sovrumana ed è anche convinto, e ben presto ne avrà la conferma, di non essere l'unico meta-umano creato dall'esplosione. Il giovane Allen decide, quindi, con l'aiuto degli scienziati Cisco Ramon, Caitlin Snow, Harrison Wells,del suo padre adottivo Joe West, della sua sorella adottiva Iris West e del detective Eddie Thawne, di utilizzare l'eccezionale potere conferitogli dal destino per proteggere l'umanità, mantenendo però segreta la propria identità. Barry assume così l'identità di Flash, l'uomo più veloce del mondo, che deve scontrarsi con l'assassino di sua madre, l'Anti-Flash.

### Seconda stagione
Nella seconda stagione, dopo essere riuscito a chiudere un Wormhole generato dalla cancellazione dall'esistenza dell'Anti-Flash grazie all'aiuto e il sacrificio di FireStorm, Flash viene riconosciuto come l'eroe di Central City. Tuttavia, l'evento porta una nuova minaccia da una terra parallela: Zoom, un velocista demoniaco che cerca di eliminare i velocisti in tutti gli universi. La controparte dell'universo parallelo di Harrison Wells, soprannominata "Harry", e sua figlia Jesse, lavorano per aiutare Barry a fermare Zoom ed esplorare il multiverso. Joe e sua figlia, Iris, affrontano l'arrivo del fratello di Iris, Wally West. L'eroe di Terra-2 Jay Garrick, arrivato nella nostra Terra poco prima di Wells e che collabora inizialmente con il team, in realtà si scopre essere un residuo temporale dello stesso Zoom, il cui nome è Hunter Zolomon, che si fingeva un eroe sulla sua terra per infondere la speranza che egli stesso poi avrebbe strappato. Dopo che Zoom uccide il padre di Barry, questo lo affronta in una gara finale in cui Zoom viene sconfitto e trasformato dagli spettri del tempo nel Black Flash. A questo punto Barry, accecato dal dolore, viaggia indietro nel tempo e salva la madre dall'Anti-Flash, creando una nuova linea temporale.

### Terza stagione
Salvando la madre, Barry altera la linea temporale creando "Flashpoint", una nuova linea temporale. Poi però accortosi dell'errore, sebbene riesca in qualche modo a ripristinare la vecchia linea temporale, si creano piccole differenze, come ad esempio il fatto che Caitlin acquisisca i poteri di Killer Frost. Ripristinando la linea temporale Barry ha creato nuove minacce: Dottor Alchemy, che si scoprirà essere il nuovo assistente di Barry, Julian, e Savitar, il dio della velocità, un residuo temporale di Barry che viene rifiutato dalla famiglia perché è un'aberrazione (dal sesto episodio prenderà il posto di Dottor Alchemy come cattivo principale). Dopo che Harry e Jesse tornano su Terra-2, viene reclutato un altro doppelganger di Wells: il romanziere "H.R." Wells di Terra-19. Wally West, per volere di Savitar, acquisisce la velocità e diventa Kid Flash. Quando Barry si sposta accidentalmente nel futuro e vede Iris uccisa da Savitar, cerca disperatamente di cambiare il futuro per evitare che ciò accada. Dopo aver salvato Iris grazie a H.R. e aver sconfitto Savitar che viene raggiunto dal paradosso temporale, Barry entra nella Forza della Velocità e prende il posto di Savitar.

### Quarta stagione
Barry è rimasto bloccato nella Forza della Velocità e ha lasciato il compito di proteggere Central City a Iris, Joe, Cisco e Wally. Dopo l'attacco di un samurai robot, il team Flash cerca di riportare Barry a casa, così Cisco, con l'aiuto di una ritrovata Caitlin, riesce ad aprire un varco e a stabilizzare la Forza della Velocità. Dal varco da cui Barry torna sulla Terra, fuoriesce una grande quantità di materia oscura che inonda un intero autobus trasformando 12 persone in metaumani. Una volta tornato sulla Terra, Barry appare spaesato, parla e scrive in un linguaggio incomprensibile, riuscendo a tornare in sé solo quando Iris rischierà la vita. In seguito, cercando di capire la verità su un uomo di nome Clifford DeVoe, verrà arrestato in seguito al presunto omicidio di questo e rinchiuso a Iron Heights nella stessa cella di Henry Allen, suo padre. Tutto questo faceva parte di un piano di DeVoe, soprannominato il Pensatore, il quale è dotato di un'intelligenza che va oltre l'immaginabile grazie alla materia oscura dell'esplosione dell'acceleratore di particelle. Intanto Barry e Iris si sposano, e durante la cerimonia (a cui partecipano anche il team Arrow, le Leggende e Supergirl da Terra-38) sposi e invitati saranno coinvolti nel crossover Crisi su Terra-X. DeVoe comincia a rubare i poteri e i corpi dei 12 metaumani dell'autobus grazie alle tecnologie costruite dalla moglie Marlize. Tra costoro c'è l'investigatore privato ed ex poliziotto Ralph Dibny, dotato della capacità di allungare e deformare il suo corpo elastico, che Barry prenderà sotto la sua ala. Infine DeVoe cerca di ripristinare le menti dell'intera umanità utilizzando la materia oscura che vuole diffondere su tutta la Terra utilizzando dei satelliti, compreso quello degli STAR Labs. Viene fermato da Flash che si introduce nella sua mente e lo sconfigge. Alla fine della stagione appare Nora West-Allen, la figlia di Barry e Iris che viene dal futuro, che aiuta Flash a distruggere il satellite degli STAR Labs in rotta di collisione con Central City.

### Quinta stagione
Barry incontra Nora West-Allen, la figlia che avrà con Iris, tornata indietro nel tempo per conoscerlo, dato che nel futuro lui è sparito quando lei aveva solo pochi anni. È però rimasta bloccata nel passato e non ha la velocità necessaria per tornare a casa. Il Team Flash cerca di aiutarla, mentre fa la sua entrata in scena Cicada, un misterioso personaggio in possesso di un pugnale intriso di materia oscura che gli permette di neutralizzare i poteri dei metaumani proveniente dal satellite precipitato degli STAR Labs, deciso a eliminare tutti i metaumani compreso lui stesso. Tuttavia, con l'aiuto di Sherloque Wells (un'altra versione alternativa di Harrison Wells che lavora come investigatore), il team Flash scoprirà i legami tra Nora e la versione futura di Eobard Thawne, che l'ha addestrata. Barry e Nora devono riconciliare le differenze e lavorare insieme, effettuando parecchi viaggi nel tempo, cosa che forzerà Barry a rivivere momenti difficili come le battaglie contro Anti-Flash, Zoom e Savitar e la morte di sua madre. Alla fine, tutto riporterà all'ennesimo piano di Thawne e anticiperà Crisi sulle terre infinite nello scontro tra Flash e l'Anti-Flash, che non sarà più nel 2024 ma nel 2019.

### Sesta stagione
Nella sesta stagione, Barry e Iris apprendono che la data della crisi in cui Barry scompare si è spostata a dicembre 2019 e che per salvare miliardi di persone, Flash deve morire. Nel frattempo, Ramsey Rosso ha scoperto un modo per curare le persone attraverso la materia oscura, solo per trasformarsi in un metumano con una violenta sete di sangue. Per di più, l'Anti-Flash ritorna avendo trovato un modo per possedere le persone. Tra le sue vittime ci sarà anche il viaggiatore Pariah, alias Nash Wells, venuto ad avvertire che l'Anti-Monitor sta arrivando e presto comincerà la Crisi delle Terre Infinite: guidati dal Monitor, gli eroi della Terra-1 viaggeranno in altre realtà per cercare i campioni in grado di contrastare l'Anti-Monitor; alla fine Barry sopravviverà, ma solo perché Oliver Queen / Green Arrow ha preso il suo posto come pattuito in segreto con Mar Novu / Monitor. Pianto Oliver, il team Flash torna ad occuparsi dei criminali di Central City. Prima però scoprirà con stupore che le Terre del Multiverso rimaste intatte si sono fuse in una sola, cambiando molte cose, come la resurrezione di alcuni personaggi morti e lo spostamento di Supergirl e Martian Manhunter in questa nuova realtà. Alla fine della stagione, la squadra non riuscirà ad avere la meglio su Eva McCulloch, alias Mirror Monarch, colei che sta manipolando gli eventi dietro le quinte e utilizza gli specchi per imprigionare le persone e crearne dei duplicati. L’epilogo di questa stagione viene mostrato nelle prime puntate della successiva.

### Settima stagione
La settima stagione conclude la trama lasciata aperta dalla sesta stagione, ma, così facendo, Barry (che ha riottenuto la sua velocità) e il team Flash, liberano delle nuove pericolose forze: la Forza della Potenza, la Forza della Staticità e la Forza della Saggezza. A complicare le cose è la Forza della Velocità che, aggredita dalle 3 forze, cerca aiuto ai laboratori S.T.A.R. sotto forma della madre di Barry, Nora. Successivamente il team Flash dovrà affrontare August Heart alias Godspeed, che verrà sconfitto anche con l'aiuto dell'Anti-Flash.

### Ottava stagione
L'ottava stagione comincia con l'Armageddon provocato da Eobard Thawne per resettare la linea temporale a suo piacimento. Dopo averlo fermato togliendogli i poteri, il team Flash si troverà ad affrontare altre problematiche con il ritorno di Ronnie Raymond alias Deathstorm e dell'Anti-Flash potenziato dalle Forze Negative.

### Nona stagione
La nona e ultima stagione si apre con il Team Flash che unisce le forze con degli ex nemici per sconfiggere Red Death, che in seguito si rivela essere Ryan Wilder da una Terra alternativa. Successivamente, Ramsey Rosso torna per infettare il multiverso appena ricreato, ma Barry lo ferma con l'aiuto di Oliver Queen, John Diggle e Wally West. Dopo questo, Eddie Thawne, che era stato misteriosamente resuscitato con falsi ricordi, viene scelto come nuovo avatar per la Forza della Velocità Negativa, diventando il velocista Cobalt Blue. Riportando con sé Eobard Thawne, Zoom, Savitar e Godspeed, Eddie combatte contro il Team Flash, ma alla fine si ritira e forma una tregua con Barry. La serie si conclude con la nascita di Nora e Barry che sceglie Avery Ho, Max Mercury e Jess Chambers come nuovi velocisti.

## Episodi
| Stagione         | Episodi | Prima TV USA | Prima TV Italia |
| ---------------- | ------- | ------------ | --------------- |
| Prima stagione   | 23      | 2014-2015    | 2015            |
| Seconda stagione | 23      | 2015-2016    | 2016            |
| Terza stagione   | 23      | 2016-2017    | 2017            |
| Quarta stagione  | 23      | 2017-2018    | 2018            |
| Quinta stagione  | 22      | 2018-2019    | 2019            |
| Sesta stagione   | 19      | 2019-2020    | 2020            |
| Settima stagione | 18      | 2021         | 2022            |
| Ottava stagione  | 20      | 2021-2022    | 2022            |
| Nona stagione    | 13      | 2023         | 2023            |

## Personaggi e interpreti

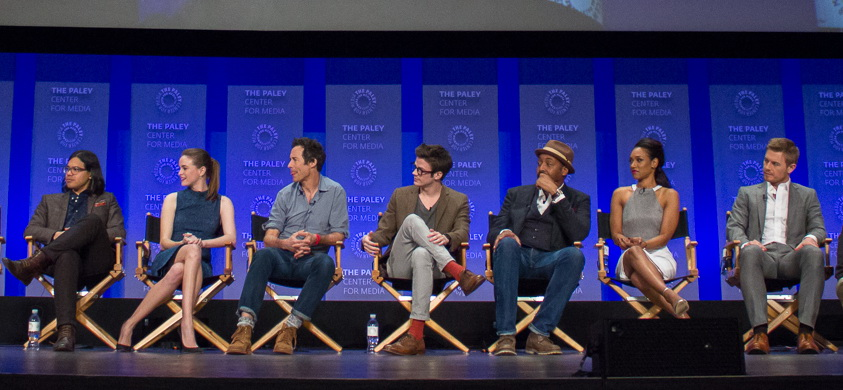
Il cast principale della serie al PaleyFest 2015

- Barry Allen / Flash (stagioni 1-9), Savitar / Barry Allen (ricorrente stagione 3, guest star stagione 9), interpretati da Grant Gustin, doppiati da Alessandro Campaiola; perito della polizia scientifica che ottiene la super velocità (legame alla forza della velocità) e diventa un grande eroe, si sposerà con Iris.
- Iris West-Allen / "Flash" (stagioni 1-9), interpretata da Candice Patton, doppiata da Valentina Favazza; sorella adottiva di Barry e sua futura moglie, ha creato un giornale.
- Caitlin Snow / Frost / Khione (stagioni 1-9) e Caitlin Snow di Terra-2 / Killer Frost (ricorrente stagione 2), interpretate da Danielle Panabaker, doppiate da Perla Liberatori, dottoressa dei Laboratori S.T.A.R., che ottiene dei poteri a causa di Flashpoint (cryocinesi).
- Eddie Thawne / Cobalt Blue (stagione 1, ricorrente stagione 9, guest star stagioni 2-3, 8),  interpretato da Rick Cosnett, doppiato da Gianfranco Miranda, ex-fidanzato di Iris (nella linea temporale originale), che diventa poi il fondatore della legione di Zoom.
- Cisco Ramon / Vibe (stagioni 1-7), Cisco Ramon di Terra-2 / Reverb (guest star stagione 2) e Cisco Ramon di Terra-19 / Echo (guest star stagione 6), interpretati da Carlos Valdes, doppiati da Alessio Puccio, supporto tecnico dei laboratori S.T.A.R., che possiede la capacità di manipolare energia dimensionale.
- Harrison Wells (stagioni 1-7, guest star stagione 9) e Eobard Thawne / Anti-Flash (stagioni 1-7, ricorrente stagione 8, guest star stagione 9), interpretati da Thomas Cavanagh, doppiati da Sandro Acerbo, arci-nemesi di Barry, ha ucciso la madre di quest'ultimo.  
  - Harrison Wells di Terra-1 / Wells senza tempo (ricorrente stagioni 1,7)
  - Harrison Wells di Terra-2 / Harry (stagioni 2,4, ricorrente stagioni 3,5-6, guest star stagione 7)
  - Harrison Wells di Terra-19 / H.R. (stagione 3, guest star stagione 7)
  - Harrison Wells / Sherloque (stagione 5, guest star stagioni 6-7)
- Joe West (stagioni 1-8, ricorrente stagione 9), interpretato da Jesse L. Martin, doppiato da Alberto Angrisano.
- Wally West / Kid Flash (stagioni 2-4, guest star stagioni 5-6, 9), interpretato da Keiynan Lonsdale, doppiato da Manuel Meli.
- Clifford DeVoe / Pensatore (stagione 4), interpretato da Neil Sandilands, doppiato da Andrea Lavagnino.
- Cecile Horton (stagioni 5-9, ricorrente stagioni 3-4, guest star stagione 1), interpretata da Danielle Nicolet, doppiata da Giò Giò Rapattoni.
- Ralph Dibny / Elongated Man (stagioni 5-6, ricorrente stagione 4), interpretato da Hartley Sawyer, doppiato da Daniele Giuliani.
- Nora West-Allen / XS (stagione 5, ricorrente stagioni 4, 7-8, guest star stagione 9), interpretata da Jessica Parker Kennedy, doppiata da Elena Perino.
- Orlin Dwyer / Cicada (stagione 5), interpretato da Chris Klein, doppiato da Alessandro Quarta.
- Mar Novu / Monitor (stagione 6, guest star stagione 5) e Mobius / Anti-Monitor (stagione 6), interpretati da LaMonica Garrett, doppiati da Roberto Fidecaro.
- Eva McCulloch / Mirror Monarch (stagioni 6-7), interpretata da Efrat Dor, doppiata da Giuppy Izzo.
- Allegra Garcia (stagioni 7-9, ricorrente stagione 6), interpretata da Kayla Compton, doppiata da Marta Filippi.
- Chester P. Runk (stagioni 7-9, guest star stagione 6), interpretato da Brandon McKnight, doppiato da Corrado Conforti e Simone Crisari.
- Mark Blaine / Chillblaine (stagione 9, ricorrente stagioni 7-8), interpretato da Jon Cor, doppiato da Emanuele Ruzza.

## Produzione

### Sviluppo

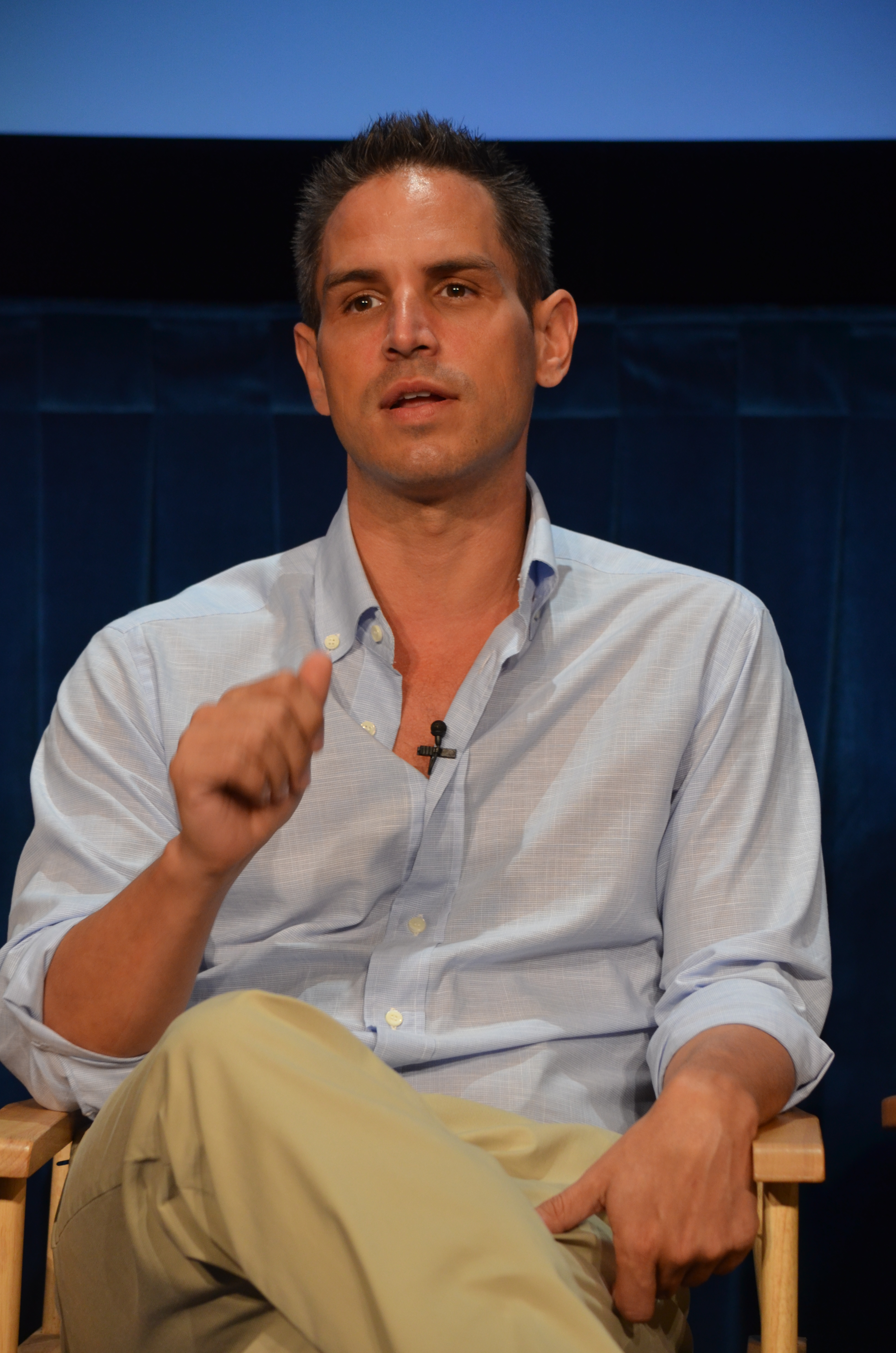
Greg Berlanti, creatore di Arrow e The Flash

Il 30 luglio 2013, è stato annunciato che i co-creatori di Arrow Greg Berlanti e Andrew Kreisberg, il regista del pilot di Arrow David Nutter e il CCO della DC Comics Geoff Johns avrebbero sviluppato una serie televisiva basata su Flash prodotta da The CW, e che avrebbe mostrato le origini di Barry Allen. Kreisberg ha rivelato dopo l'annuncio che Barry Allen sarebbe apparso per la prima volta come un personaggio ricorrente in Arrow in tre episodi della seconda stagione, tutti scritti da Berlanti, Kreisberg e Johns, e l'ultimo dei quali avrebbe funzionato da backdoor pilor per la nuova serie. Kreisberg ha aggiunto che Barry Allen sarebbe stato uno scienziato forense e che vedremo l'introduzione dei suoi superpoteri, così come le reazioni a questo, saranno molto umane e radicate. Johns ha dichiarato che il personaggio di Flash della serie assomiglierà alla sua controparte a fumetti, completa del suo tipico costume rosso, e non sarebbe stato solo un'imitazione. Kreisberg ha elaborato: "Nessuna tuta di allenamento o strani nomi in codice, lui sarà Flash". Inoltre Johns, per descrivere la velocità di Flash, ha affermato che non sarebbe stato una macchia offuscata.
L'episodio pilota è stato ordinato ufficialmente il 29 gennaio 2014 ed è stato scritto da Berlanti, Kreisberg e Johns e diretto da Nutter. L'8 maggio 2014, sono stati fatti partire i primi 13 episodi. Altre tre sceneggiature sono state ordinate a settembre 2014 in seguito a una risposta positiva agli episodi appena completati dai produttori, mentre il mese successivo sono stati messi in produzione ufficialmente 23 episodi.
Con l'inizio della produzione nella seconda stagione della serie, l'ex sceneggiatrice di Arrow e Ugly Betty, Gabrielle Stanton, è stata promossa a produttrice esecutiva e showrunner; dopo essere stato consulente produttore e sceneggiatore nel finale della prima stagione Fast Enough. Tuttavia, è stato successivamente riportato che Kreisberg sarebbe tornato alle sole mansioni di showrunner in un momento non specificato. Nel maggio 2017, è stato riferito che Aaron Helbing avrebbe lasciato la serie. Helbing era stato scrittore fin dalla prima stagione, e come co-showrunner, insieme con suo fratello Todd e Kreisberg, dalla seconda.
Viene trasmessa dal 7 ottobre 2014 dall'emittente The CW. Dal 6 ottobre 2015 negli Stati Uniti è trasmessa la seconda stagione; l'11 marzo 2016 è stata rinnovata anche per una terza stagione. Dal 4 ottobre 2016 negli Stati Uniti è trasmessa la terza stagione. L'8 gennaio 2017, la serie è stata rinnovata per una quarta stagione, che verrà trasmessa negli Stati Uniti dal 10 ottobre 2017. Il 2 aprile 2018, The CW ha rinnovato la serie per una quinta stagione.  Il 31 gennaio 2019, viene rinnovata per una sesta stagione,che ha debuttato l'8 ottobre 2019. Il 7 gennaio 2020, la serie è stata rinnovata per una settima stagione, che ha debuttato il 2 marzo 2021. Nell'aprile 2020, Gustin, che aveva un contratto per sette stagioni, ha detto che c'erano state discussioni sul rinnovo della serie per una nona stagione, ma che erano state interrotte a causa della pandemia di COVID-19. Il 3 febbraio 2021, la serie è stata rinnovata per un'ottava stagione che ha debuttato il 16 novembre 2021. Alla fine di gennaio 2022, Gustin avrebbe rinnovato il suo contratto per una nona stagione. Il 22 marzo 2022, The CW ha rinnovato la serie per una nona stagione. Il 1 ° agosto 2022, è stato annunciato che la serie si sarebbe conclusa con la sua prossima nona stagione e che la stagione avrebbe ricevuto un ordine di 13 episodi. La stagione è stata presentata per la prima volta l'8 febbraio 2023, con il finale in onda il 24 maggio dello stesso anno.
In Italia le prime tre stagioni sono andate in onda su Italia 1 dal 20 gennaio 2015. Dalla quarta stagione, la serie è trasmessa da Premium Action dal 6 febbraio 2018 in prima visione assoluta. Dal 30 luglio 2022 la serie viene nuovamente trasmessa su Italia 1.

### Design
Il costume è stato progettato da Colleen Atwood, che ha anche disegnato i costumi per Arrow. È caratterizzato da una combinazione di colori bordeaux, con alcuni dettagli dorati, e che ha subito varie modifiche al computer fino al giorno delle riprese dell'episodio pilota. Realizzata principalmente in pelle, la tuta contiene aree con un materiale elastico per consentire a Gustin di piegarsi. Secondo Colleen Atwood "Si trattava di un costume che garantiva velocità, Grant [Gustin] si muoveva continuamente nella tuta, quindi doveva essere progettato per far sì che tutto accadesse visivamente e funzionalmente." Inizialmente Gustin impiegava circa 40 minuti per entrare nel suo costume, in quanto il primo cappuccio era prostetico e per essere bloccato sul volto doveva essere zippato. I tempi sono stati ridotti a circa 15 minuti a partire dall'ottavo episodio, quando i progettisti sono stati in grado di sviluppare un nuovo cappuccio che entrava con maggior facilità sul viso di Gustin. Maya Mani sostituì Atwood come costumista per la seconda stagione e apportò lievi modifiche al costume Flash, come cambiare il colore dello stemma dal rosso al bianco, rendendolo più fedele al suo costume dei fumetti.

### Riprese
La produzione dell'episodio pilota è iniziata a marzo 2014, con riprese a Vancouver, nella Columbia Britannica; altre riprese per la serie si svolgono a Portland, nell'Oregon. La produzione della terza stagione incominciò all'inizio di luglio 2016.

### Colonna sonora
Il compositore di Arrow Blake Neely è il compositore principale della serie ed è stato assunto per la prima volta ad aprile 2014 per realizzare la colonna sonora dell'episodio pilota. In precedenza aveva composto il tema musicale per Barry Allen, presente negli episodi della seconda stagione, intitolato "The Scientist" quando è uscito nel soundtrack della seconda stagione di Arrow. Secondo Neely, "Doveva essere diverso [da Arrow]... ma non poteva essere così diverso da non poter essere inserito nell'universo Arrow. Il 18 dicembre 2014, WaterTower Music ha pubblicato una selezione di musica da episodi crossover Flash/Arrow, oltre a due brani bonus dei rispettive finali delle serie della stagione 2014. La colonna sonora della prima stagione, è uscita in due dischi il 16 ottobre 2015, la colonna sonora della seconda stagione è stata pubblicata in digitale il 22 luglio 2016, e in formato CD il 26 luglio 2016.

### Crossover
Nel gennaio 2015, il presidente della The CW Mark Pedowitz ha annunciato l'intenzione di voler fare un crossover The Flash/Arrow ogni stagione, annunciando anche una web serie animata, Vixen, basata sull'eroina omonima e ambientata nell'Arrowverse che ha esordito su CW alla fine del 2015. È stato previsto anche che il personaggio faccia un'apparizione nelle serie Arrow e/o The Flash. Il mese successivo, è stato riferito che una serie spin-off, basata su una squadra di supereroi, era in lavorazione da parte di The CW per la stagione 2015-16. Berlanti e Kreisberg sarebbero stati produttori esecutivi insieme con Guggenheim e Sarah Schechter. La serie vedrà protagonisti anche alcuni personaggi ricorrenti in Arrow e The Flash, con la possibilità che altri personaggi di Arrow e The Flash possano passare alla nuova serie. Nel maggio 2015, The CW ha ufficialmente annunciato DC's Legends of Tomorrow.
Nell'episodio Benvenuti su Terra-Due (Welcome to Earth-2) della seconda stagione si sono intravisti alcuni personaggi del multiverso. La terza stagione include un crossover musicale con Supergirl e un ulteriore episodio crossover con tutte le serie tratte da fumetti DC Comics in onda su The CW: Arrow, Supergirl e Legends of Tomorrow.

## Distribuzione
The Flash è stato proiettato al panel della Warner Bros. Television e DC Entertainment panel al San Diego Comic-Con International nel luglio 2014. La serie ha esordito ufficialmente negli Stati Uniti su The CW il 7 ottobre 2014, durante la stagione televisiva 2014-15 e anche in Canada la stessa sera. Il secondo episodio è stato proiettato al New York Comic Con il 9 ottobre 2014. La serie è stata presentata per la prima volta nel Regno Unito e in Irlanda il 28 ottobre 2014 e in Australia il 3 dicembre 2014.
In Italia viene trasmessa dalla prima alla terza stagione in prima visione assoluta su Italia 1, dalla quarta stagione viene trasmessa in prima visione assoluta su Premium Action, a causa della sua chiusura, però, Mediaset si é ritrovata costretta a trasmettere la settima e l'ottava stagione su Italia 1

### Doppiaggio italiano
L'edizione italiana è curata da Alberto Porto per Mediaset. Il doppiaggio viene eseguito da CDC Sefit Group sotto la direzione di Michele Gammino. Nell'edizione italiana sia per John Wesley Shipp sia per Mark Hamill sono stati richiamati Stefano Benassi e Giorgio Lopez, che li doppiarono nella serie Flash del 1990. Mentre Amanda Pays, che nella serie passata era doppiata da Roberta Paladini, qui viene invece doppiata da Laura Boccanera. Contrariamente al primo doppiaggio degli episodi di Arrow in cui apparve per la prima volta, dove era doppiato da Alessandro Quarta, Grant Gustin ha qui la voce di Alessandro Campaiola.

### Edizioni home video

#### DVD e Blu-ray
| Stagione completa | DVD/Blu-ray       | DVD/Blu-ray        | DVD/Blu-ray             | DVD/Blu-ray       |
| Stagione completa | Regione 1         | Regione 2 (Italia) | Regione 2 (Regno Unito) | Regione 4         |
| ----------------- | ----------------- | ------------------ | ----------------------- | ----------------- |
| 1ª                | 22 settembre 2015 | 11 novembre 2015   | 21 settembre 2015       | 23 settembre 2015 |
| 2ª                | 6 settembre 2016  | 17 novembre 2016   | 12 settembre 2016       | 7 settembre 2016  |
| 3ª                | 5 settembre 2017  | 26 ottobre 2017    | 11 settembre 2017       | 6 settembre 2017  |

## Accoglienza

### Ascolti
Il primo episodio di The Flash è stato visto da 4,8 milioni di telespettatori e ha ottenuto un rating pari del 1.9 nella fascia 18-49, rendendolo il programma televisivo della The CW più visto da The Vampire Diaries nel 2009. È diventato anche la seconda serie alla première sul canale The CW più seguito di sempre, dietro 90210, e il terzo più alto nella fascia demografica 18-49. Inoltre, incluse le piattaforme digitali, nella settimana del 7 ottobre 2014 la prima puntata è stata vista oltre 13 milioni di volte. L'ultimo episodio della prima stagione è stato trasmesso il 19 maggio 2015 ed è stato visto da 3,87 milioni di telespettatori.
Nel 2016, secondo un'analisi di Parrot Analytics, che utilizzava dati di valutazioni (ove disponibili), condivisione peer-to-peer, passaparola dei social media e altri fattori per stimare la richiesta di spettatori per vari spettacoli, The Flash è la quinta serie più popolare nel mondo con 3,1 milioni di richieste al giorno, dietro a Il Trono di Spade, The Walking Dead, Pretty Little Liars e Westworld - Dove tutto è concesso. TorrentFreak ha anche valutato The Flash come il quarto show televisivo più scaricato del 2016.

### Critica
Riguardo all'esordio di Grant Gustin nei panni di Barry Allen in Arrow e a una potenziale serie, Jesse Schedeen di IGN ha dichiarato la sua preoccupazione: "Gustin non ha la stoffa del protagonista: il suo imbarazzante intreccio con Felicity è stato carino, ma raramente ho avuto l'impressione che questo personaggio potesse avere una sua serie spin off". La serie è stata accolta da recensioni generalmente positive. Sul sito web Rotten Tomatoes la prima stagione ha un indice di gradimento del 92% con un voto medio di 7.75 su 10 basato su 63 recensioni. Il consenso del sito web recita: "The Flash beneficia della sua atmosfera volutamente leggera, rendendolo uno spettacolo di supereroi orientato sia verso i fan del genere così come per i principianti". Metacritic ha assegnato un voto di 73 su 100, basato su 27 recensioni, che indica "recensioni generalmente favorevoli".
Eric Goldman e Joshua Yehl di IGN hanno elogiato la premessa e il cast dello show dopo aver visto il primo episodio della serie. Goldman e Yehl hanno paragonato la serie ad Arrow, affermando che The Flash avanza con una sicurezza che Arrow ha acquisito più tardi. Le recensioni per la serie sono diventate sempre più positive con il progredire della stagione, con il finale che ha ricevuto il plauso della critica. Noel Murray di The A.V. Club ha dato alla stagione un B+, lodando il ritmo della trama, le performance del cast e gli effetti speciali, sottolineando anche l'audacia della serie di abbracciare l'influenza dei fumetti, qualcosa che generalmente le tradizionali serie di supereroi tendono a non fare. Il recensore della puntata settimanale Scott Von Doviak ha dato un punteggio costantemente alto alla stagione assegnando come voto A, definendola "estremamente soddisfacente" e lodandola anche per riuscire a "catturare l'essenza del fumetto in un modo divertente, leggero come pochi altri adattamenti tratti dai fumetti". Ha elogiato anche l'aspetto emozionale e le prestazioni del cast, così come il cliffhanger e i molteplici easter-egg. La seconda stagione di The Flash ha ottenuto un punteggio di 81 su 100 su Metacritic, indice di "acclamazione universale". Nel 2016, Rolling Stone ha classificato lo spettacolo al 23º posto nella lista dei "40 migliori programmi televisivi di fantascienza di tutti i tempi".
La seguente tabella elenca i punteggi della critica professionale e degli utenti secondo gli aggregatori Metacritic e Rotten Tomatoes.
| Aggregatore     | Aggregatore | Stagioni | Stagioni | Stagioni | Stagioni |
| Aggregatore     | Aggregatore | Prima    | Seconda  | Terza    | Quarta   |
| --------------- | ----------- | -------- | -------- | -------- | -------- |
| Metacritic      | Critica     | 73 / 100 | 81 / 100 | 80 / 100 | N/A      |
| Metacritic      | Utenti      | 7,8 / 10 | 7,5 / 10 | 5,9 / 10 | 6,6 / 10 |
| Rotten Tomatoes | Critica     | 92 / 100 | 94 / 100 | 85 / 100 | 80 / 100 |
| Rotten Tomatoes | Utenti      | 89 / 100 | 85 / 100 | 73 / 100 | 64 / 100 |

### Divieti
In America, gli episodi della quarta stagione "Hashtag femminismo" (4×05), "Crisi su Terra-X" (4×08) e "Non correre" (4×09) sono stati trasmessi in TV con la classificazione TV-14.

## Riconoscimenti
| Anno | Premio                                     | Categoria                                                                   | Nominato/i                                                            | Risultato       | Ref.                    |
| ---- | ------------------------------------------ | --------------------------------------------------------------------------- | --------------------------------------------------------------------- | --------------- | ----------------------- |
| 2014 | Behind the Voice Actors Awards             | Miglior doppiaggio femminile in una serie TV come guest-star – Azione/Drama | Morena Baccarin                                                       | Candidato/a     | [ 74 ]                  |
| 2014 | TV Guide Award                             | Nuova serie TV preferita                                                    | The Flash                                                             | Vincitore/trice | [ 75 ]                  |
| 2014 | Visual Effects Society Awards              | Miglior effetti speciali e visivi                                           | Armen V. Kevorkian, James Baldanzi, Jeremy Jozwick, Andranik Taranyan | Candidato/a     | [ 76 ]                  |
| 2015 | Hugo Awards                                | Miglior serie TV drammatica                                                 | "Pilot"                                                               | Candidato/a     | [ 77 ]                  |
| 2015 | IGN Awards                                 | Miglior serie TV sui supereroi                                              | The Flash                                                             | Vincitore/trice | [ 78 ]                  |
| 2015 | IGN Awards                                 | Miglior serie TV                                                            | The Flash                                                             | Candidato/a     | [ 79 ]                  |
| 2015 | The Joey Awards                            | Miglior attore ricorrente tra gli 8-12 in una serie TV drammatica           | Logan Williams                                                        | Vincitore/trice | [ 80 ]                  |
| 2015 | The Joey Awards                            | Miglior attrice tra i 4-9 anni in una serie TV drammatica                   | Laiken Laverock                                                       | Candidato/a     | [ 80 ]                  |
| 2015 | Kids' Choice Awards                        | Serie TV per famiglie preferito                                             | The Flash                                                             | Candidato/a     | [ 81 ] [ 82 ]           |
| 2015 | Kids' Choice Awards                        | Attore preferito di una serie TV                                            | Grant Gustin                                                          | Candidato/a     | [ 81 ] [ 82 ]           |
| 2015 | Leo Awards                                 | Miglior regia in una serie drammatica                                       | C. Kim Miles                                                          | Candidato/a     | [ 83 ]                  |
| 2015 | Leo Awards                                 | Miglior regia in una serie drammatica                                       | Glen Winter                                                           | Candidato/a     | [ 83 ]                  |
| 2015 | Leo Awards                                 | Miglior serie drammatica                                                    | The Flash                                                             | Candidato/a     | [ 83 ]                  |
| 2015 | Leo Awards                                 | Miglior interpretazione femminile come guest-star in una serie drammatica   | Emily Bett Rickards                                                   | Candidato/a     | [ 83 ]                  |
| 2015 | Leo Awards                                 | Miglior hairstyling in una serie drammatica                                 | Sarah Koppes                                                          | Candidato/a     | [ 83 ]                  |
| 2015 | Leo Awards                                 | Miglior make-up in una serie drammatica                                     | Tina Louise Teoli                                                     | Candidato/a     | [ 83 ]                  |
| 2015 | Leo Awards                                 | Miglior design di produzione in una serie drammatica                        | Tyler Bishop Harron                                                   | Candidato/a     | [ 83 ]                  |
| 2015 | Leo Awards                                 | Miglior effetti speciali in una serie drammatica                            | "Going Rogue"                                                         | Vincitore/trice | [ 83 ]                  |
| 2015 | Online Film & Television Association Award | Miglior nuovo tema musicale in una serie                                    | The Flash                                                             | Candidato/a     | [ 84 ]                  |
| 2015 | Online Film & Television Association Award | Miglior effetti speciali in una serie                                       | The Flash                                                             | Candidato/a     | [ 84 ]                  |
| 2015 | People's Choice Awards                     | Serie TV drammatica preferita                                               | The Flash                                                             | Vincitore/trice | [ 85 ]                  |
| 2015 | Poppy Awards                               | Miglior attore, Dramma                                                      | Grant Gustin                                                          | Candidato/a     | [ 86 ]                  |
| 2015 | Primetime Emmy Award                       | Migliori effetti speciali e visivi                                          | "Grodd Lives"                                                         | Candidato/a     | [ 87 ]                  |
| 2015 | Publicists Awards                          | Maxwell Weinberg Award – Televisione                                        | Bonanza Productions, Berlanti Productions e Warner Bros. Television   | Candidato/a     | [ 88 ]                  |
| 2015 | Saturn Awards                              | Miglior attore televisivo                                                   | Grant Gustin                                                          | Candidato/a     | [ 89 ] [ 90 ]           |
| 2015 | Saturn Awards                              | Miglior guest-star in televisione                                           | Wentworth Miller                                                      | Vincitore/trice | [ 89 ] [ 90 ]           |
| 2015 | Saturn Awards                              | Miglior serie TV sui supereroi                                              | The Flash                                                             | Vincitore/trice | [ 89 ] [ 90 ]           |
| 2015 | Saturn Awards                              | Performance novità                                                          | Grant Gustin                                                          | Vincitore/trice | [ 89 ] [ 90 ]           |
| 2015 | TCA Awards                                 | Miglior nuovo programma                                                     | The Flash                                                             | Candidato/a     | [ 91 ]                  |
| 2015 | Teen Choice Awards                         | Choice TV – Breakout Star                                                   | Grant Gustin                                                          | Vincitore/trice | [ 92 ]                  |
| 2015 | Teen Choice Awards                         | Choice TV – Breakout Star                                                   | Candice Patton                                                        | Candidato/a     | [ 92 ]                  |
| 2015 | Teen Choice Awards                         | Choice TV – Chemistry                                                       | Grant Gustin e Candice Patton                                         | Candidato/a     | [ 92 ]                  |
| 2015 | Teen Choice Awards                         | Choice TV – Liplock                                                         | Grant Gustin e Candice Patton                                         | Candidato/a     | [ 92 ]                  |
| 2015 | Teen Choice Awards                         | Choice TV – Villain                                                         | Tom Cavanagh                                                          | Candidato/a     | [ 92 ]                  |
| 2015 | Teen Choice Awards                         | Choice TV Actress – Fantasy/Sci-Fi                                          | Danielle Panabaker                                                    | Candidato/a     | [ 93 ]                  |
| 2016 | IGN Awards                                 | Miglior serie TV tratta da un fumetto                                       | The Flash                                                             | Candidato/a     | [ 94 ]                  |
| 2016 | IGN Awards                                 | Miglior eroe della TV                                                       | Grant Gustin                                                          | Candidato/a     | [ 95 ]                  |
| 2016 | IGN Awards                                 | Miglior villain della TV                                                    | Tom Cavanagh                                                          | Candidato/a     | [ 96 ]                  |
| 2016 | IGN Awards                                 | Miglior eroe della TV per People's Choice                                   | Grant Gustin                                                          | Vincitore/trice | [ 95 ]                  |
| 2016 | The Joey Awards                            | Giovane attore tra gli 11-16 anni in una serie TV                           | Octavian Kaul                                                         | Vincitore/trice | [ 97 ]                  |
| 2016 | Kids' Choice Awards                        | Serie TV per famiglie preferita                                             | The Flash                                                             | Candidato/a     | [ 98 ]                  |
| 2016 | Kids' Choice Awards                        | Star TV preferito – Serie per famiglie                                      | Grant Gustin                                                          | Candidato/a     | [ 98 ]                  |
| 2016 | Leo Awards                                 | Miglior regia in una serie drammatica                                       | J. J. Makaro ("Enter Zoom")                                           | Candidato/a     | [ 99 ] [ 100 ]          |
| 2016 | Leo Awards                                 | Miglior coordinazione di stunman in una serie drammatica                    | J. J. Makaro, Jon Kralt ("Legends Of Today")                          | Candidato/a     | [ 99 ] [ 100 ]          |
| 2016 | Leo Awards                                 | Miglior effetti speciali in una serie drammatica                            | "Gorilla Warfare"                                                     | Vincitore/trice | [ 99 ] [ 100 ]          |
| 2016 | Poppy Awards                               | Miglior attore di supporto in una serie drammatica                          | Jesse L. Martin                                                       | Candidato/a     | [ 101 ]                 |
| 2016 | Saturn Awards                              | Miglior attore in televisione                                               | Grant Gustin                                                          | Candidato/a     | [ 102 ]                 |
| 2016 | Saturn Awards                              | Miglior guest-star in una serie TV                                          | Victor Garber                                                         | Candidato/a     | [ 102 ]                 |
| 2016 | Saturn Awards                              | Miglior serie TV sui supereroi                                              | The Flash                                                             | Vincitore/trice | [ 102 ]                 |
| 2016 | Teen Choice Awards                         | Choice TV: Chemistry                                                        | Candice Patton e Grant Gustin                                         | Candidato/a     | [ 103 ] [ 104 ]         |
| 2016 | Teen Choice Awards                         | Choice TV: Liplock                                                          | Candice Patton e Grant Gustin                                         | Candidato/a     | [ 103 ] [ 104 ]         |
| 2016 | Teen Choice Awards                         | Choice TV: Villain                                                          | Teddy Sears                                                           | Candidato/a     | [ 103 ] [ 104 ]         |
| 2016 | Teen Choice Awards                         | Choice TV Actor: Fantasy/Sci-Fi                                             | Grant Gustin                                                          | Vincitore/trice | [ 103 ] [ 104 ]         |
| 2016 | Teen Choice Awards                         | Choice TV Actress: Fantasy/Sci-Fi                                           | Danielle Panabaker                                                    | Candidato/a     | [ 103 ] [ 104 ]         |
| 2016 | Teen Choice Awards                         | Choice TV Show: Fantasy/Sci-Fi                                              | The Flash                                                             | Candidato/a     | [ 103 ] [ 104 ]         |
| 2017 | IGN Awards                                 | Miglior serie d'azione                                                      | The Flash                                                             | Candidato/a     | [ 105 ]                 |
| 2017 | Kids' Choice Awards                        | Serie TV preferita – serie per famiglie                                     | The Flash                                                             | Candidato/a     | [ 106 ]                 |
| 2017 | MTV Movie & TV Awards                      | Miglior eroe                                                                | Grant Gustin                                                          | Candidato/a     | [ 107 ]                 |
| 2017 | People's Choice Awards                     | Canale TV preferito Sci-Fi/Fantasy                                          | The Flash                                                             | Candidato/a     | [ 108 ]                 |
| 2017 | Saturn Awards                              | Miglior attore televisivo                                                   | Grant Gustin                                                          | Candidato/a     | [ 109 ]                 |
| 2017 | Saturn Awards                              | Miglior serie TV sui supereroi                                              | The Flash                                                             | Candidato/a     | [ 109 ]                 |
| 2017 | Saturn Awards                              | Miglior attrice di supporto in una serie                                    | Candice Patton                                                        | Vincitore/trice | [ 109 ]                 |
| 2017 | Teen Choice Awards                         | Choice Action TV Actor                                                      | Grant Gustin                                                          | Vincitore/trice | [ 110 ] [ 111 ] [ 112 ] |
| 2017 | Teen Choice Awards                         | Choice Action TV Actress                                                    | Danielle Panabaker                                                    | Candidato/a     | [ 110 ] [ 111 ] [ 112 ] |
| 2017 | Teen Choice Awards                         | Choice Action TV Actress                                                    | Candice Patton                                                        | Candidato/a     | [ 110 ] [ 111 ] [ 112 ] |
| 2017 | Teen Choice Awards                         | Choice Action TV Show                                                       | The Flash                                                             | Vincitore/trice | [ 110 ] [ 111 ] [ 112 ] |
| 2017 | Teen Choice Awards                         | Choice TV Villain                                                           | Grant Gustin                                                          | Candidato/a     | [ 110 ] [ 111 ] [ 112 ] |

## Altri media

### Fumetti
The Flash: Season Zero, scritto da Kreisberg, Brooke Eikmeier e Katherine Walczak, disegnato da Phil Hester ed Eric Gapstur, è un fumetto digitale ambientato tra l'episodio pilota e il secondo episodio. Kreisberg ha dichiarato: "Barry sarà [già] Flash, avrà la sua squadra, tutti saranno in quel mondo e introdurremo una nuova serie di cattivi che non vedremo nello show televisivo. Avrà lo stesso cuore, lo stesso umorismo e spettacolo che si ha guardando Flash." Il fumetto mostrerà l'intero cast televisivo, oltre a nuovi cattivi, un gruppo di artisti circensi che hanno ottenuto superpoteri in seguito all'esplosione dell'acceleratore di particelle ai Laboratori S.T.A.R. Il gruppo è guidato da Mr. Bliss, un personaggio che è apparso per la prima volta in Starman. Uscito digitalmente per la prima volta l'8 settembre 2014, viene ripubblicato in versione cartacea il 1º ottobre.

### Letteratura
Il 29 novembre 2016 Titan Books ha pubblicato Flash: The Haunting of Barry Allen, una romanzo tie-in scritto da Susan e Clay Griffith, ambientata nel corso della seconda stagione, dopo che Barry ha chiuso l'anomalia temporale che ha quasi distrutto Central City. Barry deve cercare aiuto da Oliver Queen per poter gestire cinque supercriminali del velocista, tra cui Pied Piper, Weather Wizard e Peekaboo. La storia continua in Arrow - A Generation of Vipers, pubblicata il 28 marzo 2017.
Il 21 ottobre 2016 è stato pubblicato The Art and Making of The Flash di Abbie Bernstein. Si tratta di un libro di 160 pagine di fotografie da dietro le quinte. Il libro include anche interviste con il cast e la troupe dello spettacolo.

### Videogiochi
Riferimenti alla serie sono presenti in videogiochi targati DC Comics. Nella versione mobile di Injustice: Gods Among Us, appaiono tra i costumi alternativi quelli di Flash e dell'Anti-Flash basati sulla serie. In LEGO Dimensions i Laboratori S.T.A.R. appaiono come area nascosta. In Injustice 2 in uno scontro tra Flash e Supergirl, può capitare che Allen citi i numerosi episodi cross-over tra serie TV dicendo: «facciamo un altro cross-over?» quando ha la meglio sulla kryptoniana.

### Web serie
Il 19 aprile 2016 è stata presentata in anteprima una web serie in quattro parti intitolata Chronicles of Cisco. La serie, prodotta da AT&T, ha per protagonisti Valdes e Britne Oldford che riprendono rispettivamente il ruolo di Cisco Ramon e Shawna Baez/Peek-a-Boo. Ambientato durante la seconda stagione della serie televisiva, vede Cisco tentare di rendere la tuta di Flash a prova di proiettile. Mentre lavora sul costume, riceve un avviso metaumani a tarda notte all'interno degli S.T.A.R. Labs, e apprende che è stata Peek-a-Boo ad attivarlo. La supercriminale si è recata ai laboratori per trasformare Cisco in un'arma per lei, come ha fatto con Golden Glider, Captain Cold e Heatwave. Quando Cisco non collabora, lei gli spara. Cisco sopravvive alla sparatoria, rendendosi conto che la soda arancione che ha versato sulla camicia è stato il catalizzatore mancante alla sua formula a prova di proiettile. Peek-a-Boo riesce a catturarlo e a chiuderlo nella cella. In seguito lo sveglia una chiamata di Barry. Crede di aver sognato l'intera esperienza, finché non trova il proiettile con cui è stato colpito.